# المحدادة (الوزيرة)

تعديل مصدري - تعديل

المحدادة محلة تابعة لقرية الشربة، التابعة لعزلة الوزيرة بمديرية فرع العدين إحدى مديريات محافظة إب في الجمهورية اليمنية، بلغ تعداد سكانها 43 حسب تعداد اليمن لعام 2004.